# بابلو فيلالبا
بابلو فيلالبا (بالإسبانية: Pablo Villalba Fretes)‏ هو مدرب كرة قدم ولاعب كرة قدم باراغواياني في مركز الهجوم، ولد في 17 مارس 1987. لعب مع لوس أنديس.

## وصلات خارجية
- بابلو فيلالبا على موقع قاعدة بيانات كرة القدم.إي يو (الإنجليزية)
- بابلو فيلالبا على موقع Soccerway.com (الإنجليزية)